# Кастелнуово Белбо
Кастелнуо̀во Бѐлбо (на италиански: Castelnuovo Belbo; на пиемонтски: Castelneuv Belb, Кастелнеув Белб) е село и община в Северна Италия, провинция Асти, регион Пиемонт. Разположено е на 122 m надморска височина. Населението на общината наброява 913 души (към 2010 г.).